# Парламентские выборы в Люксембурге (1959)
Парламентские выборы в Люксембурге прошли 1 февраля 1959 года На них на 5-летний срок были избраны 52 члена Палаты депутатов Люксембурга.
Несмотря на значительно меньшее количество по сравнению с предыдущими выборами количество голосов Христианско-социальная народная партия, получив 21 место в Палате депутатов, осталась крупнейшей парламентской партией.

## Результаты
Результаты парламентских выборов в Люксембурге 1 февраля 1959
| Партия                               | Партия                                         | Голоса  | %*   | Места | Изменение |
| ------------------------------------ | ---------------------------------------------- | ------- | ---- | ----- | --------- |
|                                      | Христианско-социальная народная партия         | 896 840 | 38,9 | 21    | -5        |
|                                      | Люксембургская социалистическая рабочая партия | 848 523 | 33,0 | 17    | 0         |
|                                      | Демократическая партия                         | 448 387 | 20,3 | 11    | +5        |
|                                      | Коммунистическая партия Люксембурга            | 220 425 | 7,2  | 3     | 0         |
|                                      | Национальная солидарность                      | 15 821  | 0,5  | 0     | новая     |
| Недействительных/пустых бюллетеней   | Недействительных/пустых бюллетеней             | 8 240   | –    | –     | –         |
| Всего                                | Всего                                          | 173 836 | 100  | 52    | 0         |
| Зарегистрированных избирателей*/Явка | Зарегистрированных избирателей*/Явка           | 188 286 | 92,3 | –     | –         |
| Источник: Nohlen & Stöver            |                                                |         |      |       |           |

* Доля голосов не соответствует количеству поданных голосов, так как избиратели из различных округов имеют различное количество бюллетеней. Доля голосов рассчитывается на основе пропорции голосов в каждом отдельном округе.